# Stanisław Konstanty Pietruski
Stanisław Konstanty Pietruski (ur. 11 marca 1811 w Podhorodcach (rejon skolski), zm. 28 stycznia 1874 w Zarwanicy (rejon trembowelski)) – polski zoolog, biolog, ornitolog, pomolog, badacz fauny Karpat. Założyciel pierwszego ogrodu zoologicznego na ziemiach polskich we własnym majątku w Podhorodcach (1833).

## Życiorys
W latach 1828–1830 studiował nauki przyrodnicze na Uniwersytecie Lwowskim u Aleksandra Zawadzkiego, kontynuował studia w Niemczech.
Osiadł w Podhorodcach i tam prowadził badania zarówno biologii, jak i psychologii zwierząt, a po pożarze w roku 1848, który strawił znaczną część jego zbiorów zoologicznych, poświęcił się głównie badaniom w zakresie sadownictwa i ogrodnictwa. W Podhorodcach założył sad, w którym przeprowadził liczne próby aklimatyzacji południowych drzew owocowych. Od 1833 do pożaru w 1848 r. prowadził założony przez siebie naukowy zwierzyniec zawierający około 500 gatunków, głównie polskiej fauny, ale zebrał również kolekcję papug z całego świata. Zwierzyniec Pietruskiego uważany był przez Brehma za największy prywatny ogród zoologiczny tych czasów. Zajmował się też krajową ichtiofauną i rozpoczął badania nad nomenklaturą ryb galicyjskich. Interesował się entomologią Galicji, zgromadził
kolekcję około 9000 gatunków owadów.
Współpracował z Alfredem Brehmem, Maksymilianem Siłą- Nowickim i Lorenzem Okenem. Przyjaźnił się z Rudolfem Knerem.
W latach 1867–1869 był dyrektorem sadu lwowskiego Towarzystwa Ogrodniczo-Sadowniczego. Członek założyciel (3 lipca 1845) Galicyjskiego Towarzystwa Gospodarskiego.
Był członkiem Polskiej Akademii Umiejętności, Krakowskiego Towarzystwa Naukowego, Niemieckiej Akademii Przyrodników Leopoldina, wiedeńskiego Stowarzyszenia Zoologiczno-Botanicznego i wielu innych.

## Dzieła (wybór)
Jest autorem 53 publikacji przyrodniczych, które drukował od 1837 roku w czasopismach polskich i zagranicznych, w tym:
- Wykaz ptaków galicyjskich, 1840[2]
- Główne początkowe zasady i określenia nauk przyrody a szczególniej zoologii powszechnej, [w:] Przegląd Naukowy, 1846
- Historya naturalna zwierząt ssących dzikich galicyjskich, 1853, Lwów[5]
- Historya naturalna i hodowla ptaków zabawnych i użytecznych, 4 tomy 1860-1866, Lwów[5]
- O niektórych rzadszych krajowych zwierzętach ssących, 1869, Lwów[5]
- Krótki pogląd na rozwój ogrodnictwa w Europie ze szczególnym uwzględnieniem tej sztuki w Polsce, [w] ; Gazeta Narodowa, 1869.